# Base aérienne de Soto Cano

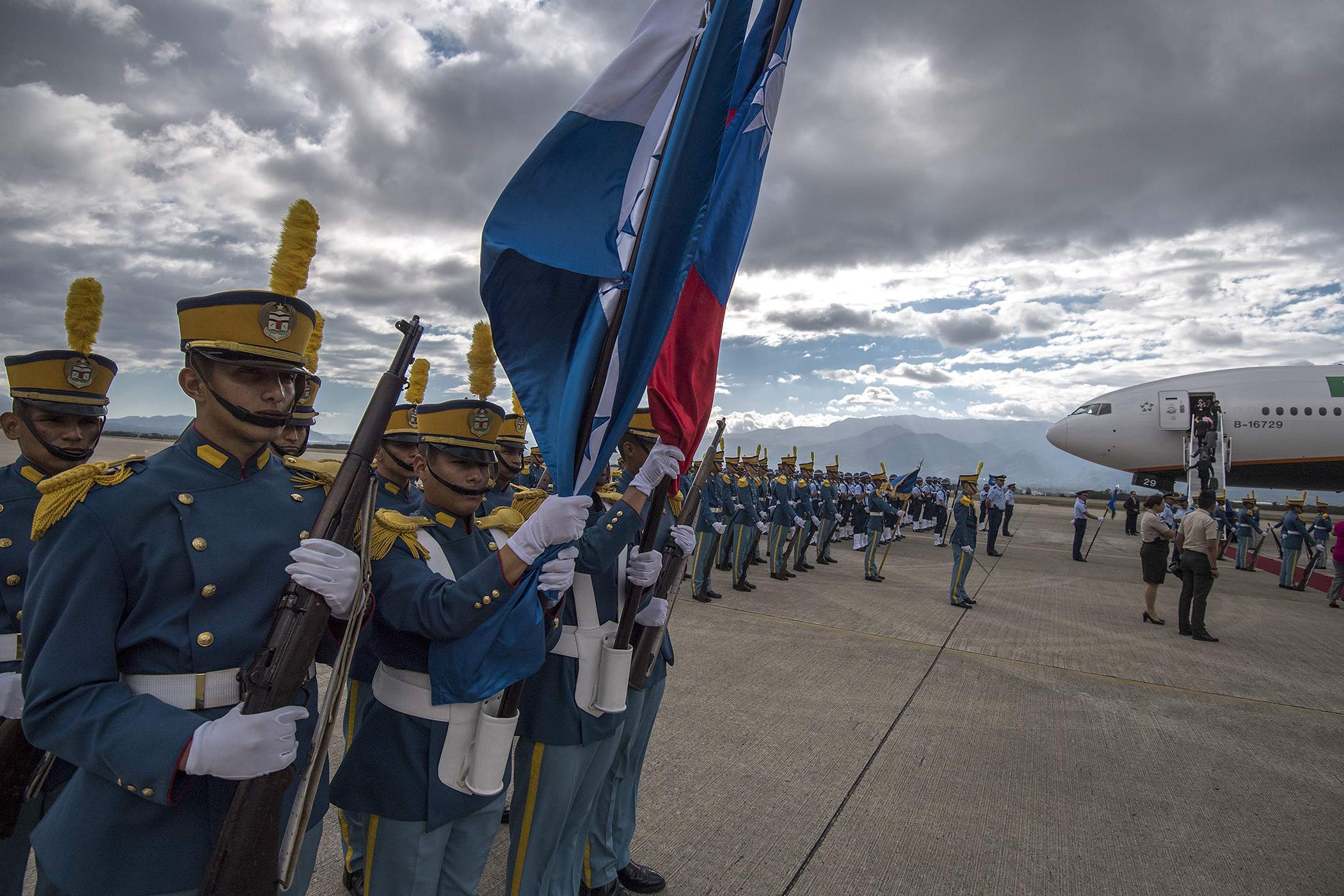
Garde d'honneur hondurienne sur la base aérienne de Soto Cano lors d'une visite de la présidente de Taïwan Tsai Ing-wen le 7 janvier 2017.

La base aérienne de Soto Cano (en anglais : Soto Cano Air Base, anciennement Palmerola Air Base) est une base aérienne conjointe de l'United States Air Force (forces aériennes des États-Unis) et de la force aérienne hondurienne, située à Palmerola, près de la base militaire de Comayagua, à 80 km de la capitale du Honduras. La base aérienne est devenue opérationnelle en 1981. 

## Unités hondurienne

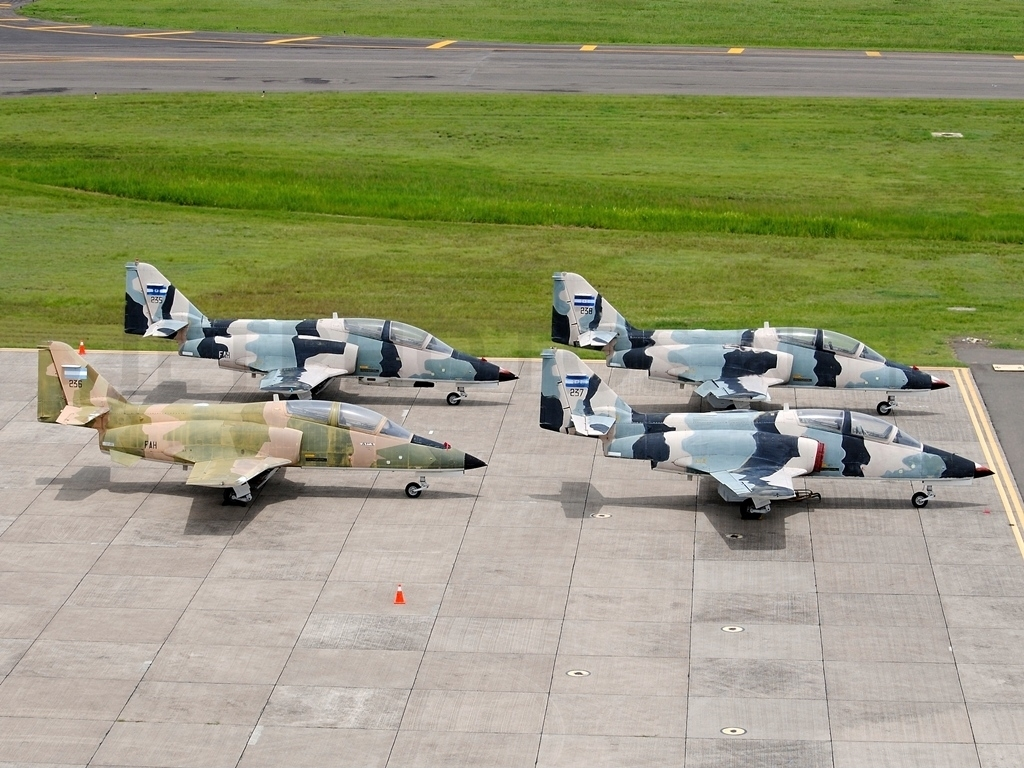
Les 4 C-101 Aviojet le 4 juillet 2013.

l'Académia Militar de Aviacion est stationné sur la base aérienne de Soto Cano. Elle est responsable de la totalité des aéronefs d'entraînement, soit entre autres quatre CASA C-101 Aviojet livrés vers 1982 et retirés du service dans les années 2010, douze Embraer EMB 312 livrés et les hélicoptères Hughes TH-55 Osage

## Présence américaine

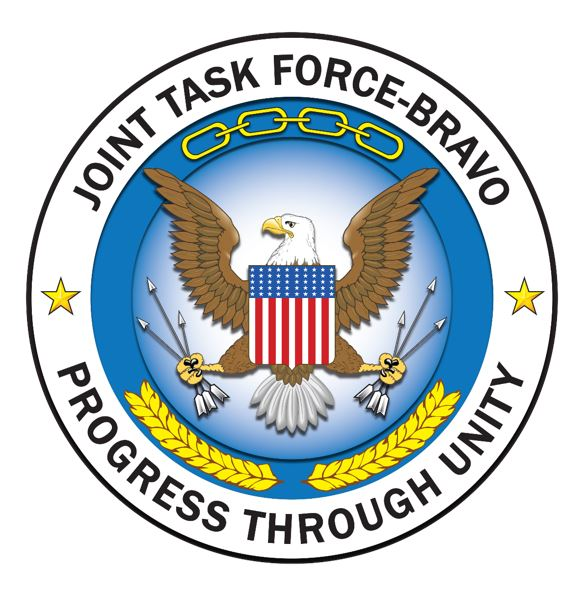
Sceau de la Joint Task Force Bravo.

Les États-Unis, qui ont signé un accord de coopération militaire avec le Honduras en 1954, y ont 700 soldats en 2009. La base abrite en particulier la Joint Task Force Bravo (en). Elle aurait hébergé 1 200 personnes dans les années 1980, au temps où le colonel Oliver North s'en servait comme base arrière pour soutenir les Contras (voir aussi opération Golden Pheasant). La base est aujourd'hui utilisée principalement dans le cadre de la « guerre contre la drogue » menée par Washington, ainsi que pour des opérations humanitaires.

## Aviation civile: aéroport international de Palmerola
Le président hondurien Manuel Zelaya, renversé par un coup d’État le 28 juin 2009, avait décidé d'ajouter un volet civil à l'aéroport. Grâce à des subventions provenant de l'Alternative bolivarienne pour les Amériques (ALBA), il avait engagé la construction d'un aéroport civil sur la base, sur lequel l'armée hondurienne travaillait.
Zelaya avait annoncé le 31 mai 2008 que les vols commerciaux commenceraient à Palmerola dans un délai de 60 jours, après un crash à l'aéroport international de Toncontín, dans la capitale de Tegucigalpa, qui a abouti à cinq décès. Celui-ci a été imputé à une longueur trop courte de la piste d'atterrissage . Les causes de l'accident proviendraient toutefois, selon une autre enquête, davantage d'une erreur humaine que de la piste.
L'aéroport international est inauguré le 15 octobre 2021 avec les premiers vols commerciaux devant avoir mi-novembre, alors qu'il était prévu une ouverture en 2019.
Le projet, qui implique un investissement de plus de 200 millions USD, est réalisé par le consortium germano-hondurien EMCO-Flughafen München, également opérateur de l'aéroport de Toncontín.
Le nouveau terminal passagers a une superficie couverte de près de 40 000 mètres carrés sur trois niveaux et dispose de 13 portes d'embarquement (7 avec manches et 6 pour les positions éloignées), 40 comptoirs d'enregistrement, 17 stations d'enregistrement automatique, 34 points d'immigration points de contrôle et 45 magasins commerciaux.
La plate-forme commerciale a une superficie de 35 192 mètres carrés, pouvant accueillir 13 avions simultanément.
Un terminal de fret de 3 000 mètres carrés est construit avec la technologie de la chaîne du froid.
Le schéma directeur aéroportuaire envisage également le développement d'une «ville aéroportuaire aux multiples services complémentaires».